# Gemert
Gemert – wieś w Holandii w prowincji Brabancja Północna. 1 stycznia 2009 roku liczba ludności wynosiła 15 268 osób. Największe miasto i jedna z dwóch stolic gminy Gemert-Bakel.

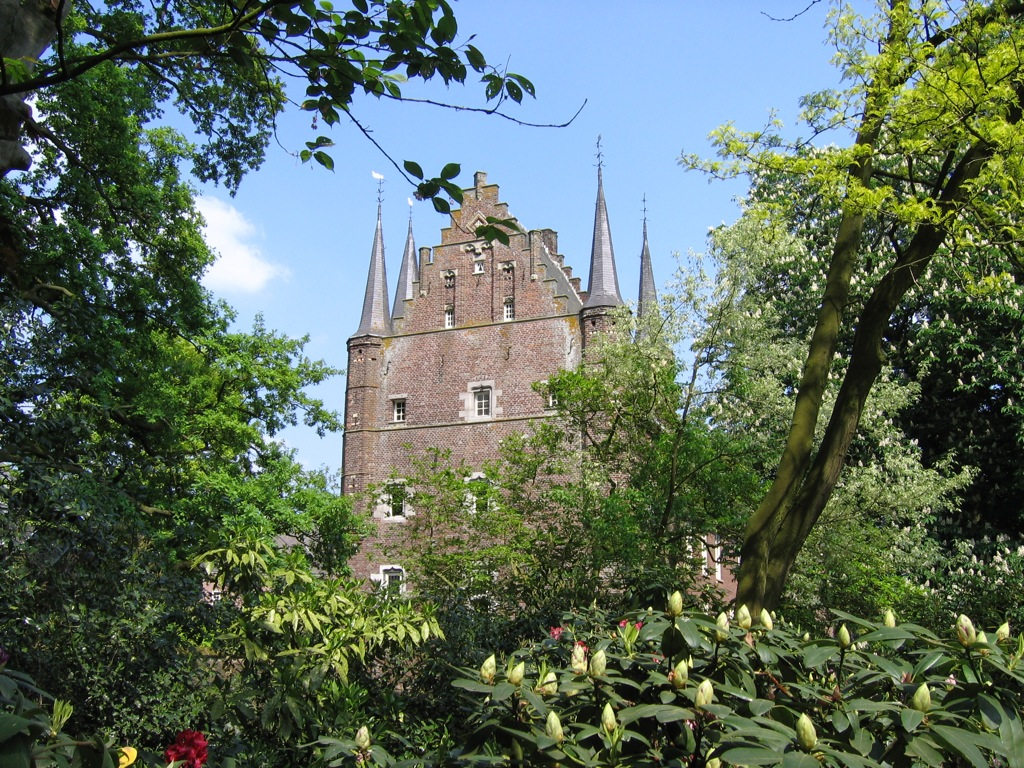
Zamek komtura Gemert

Tutejszy zamek był siedzibą komtura zakonu krzyżackiego stojącego na czele komandorii Gemert.

## Galeria

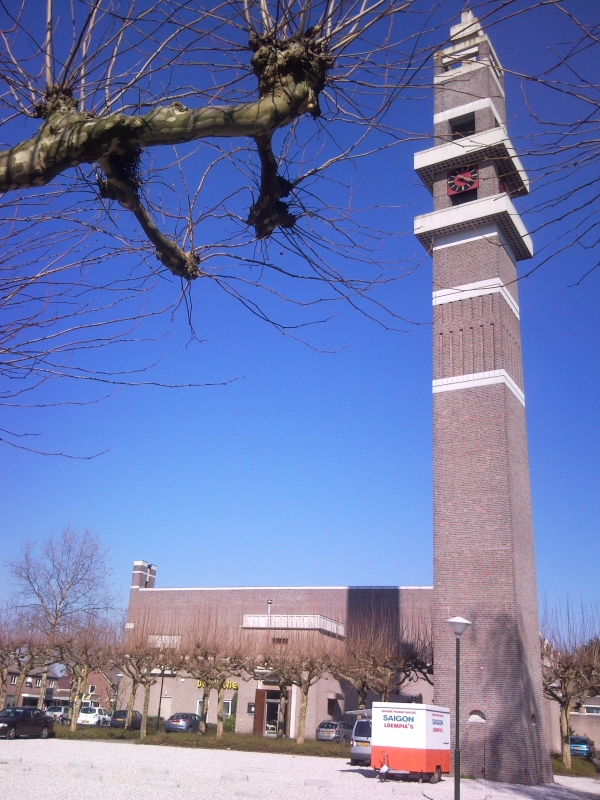
Gemert
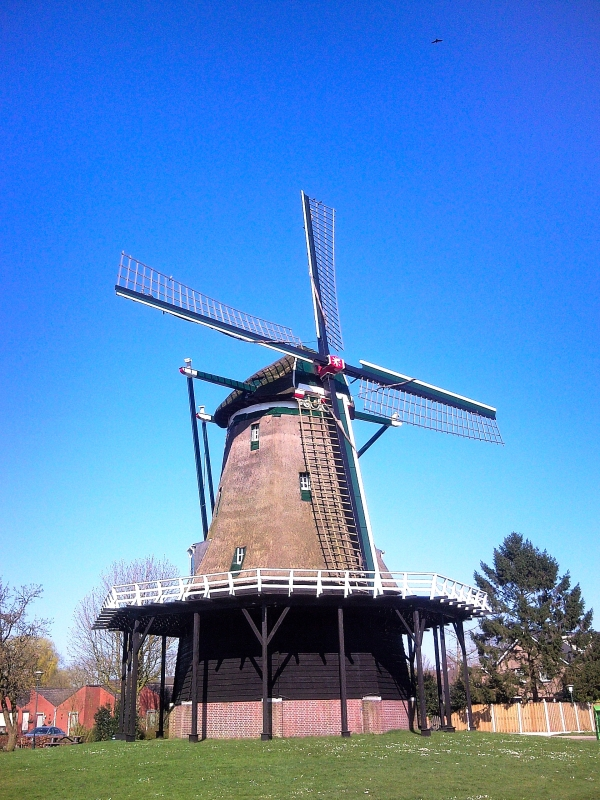
Wiatrak w Gemert
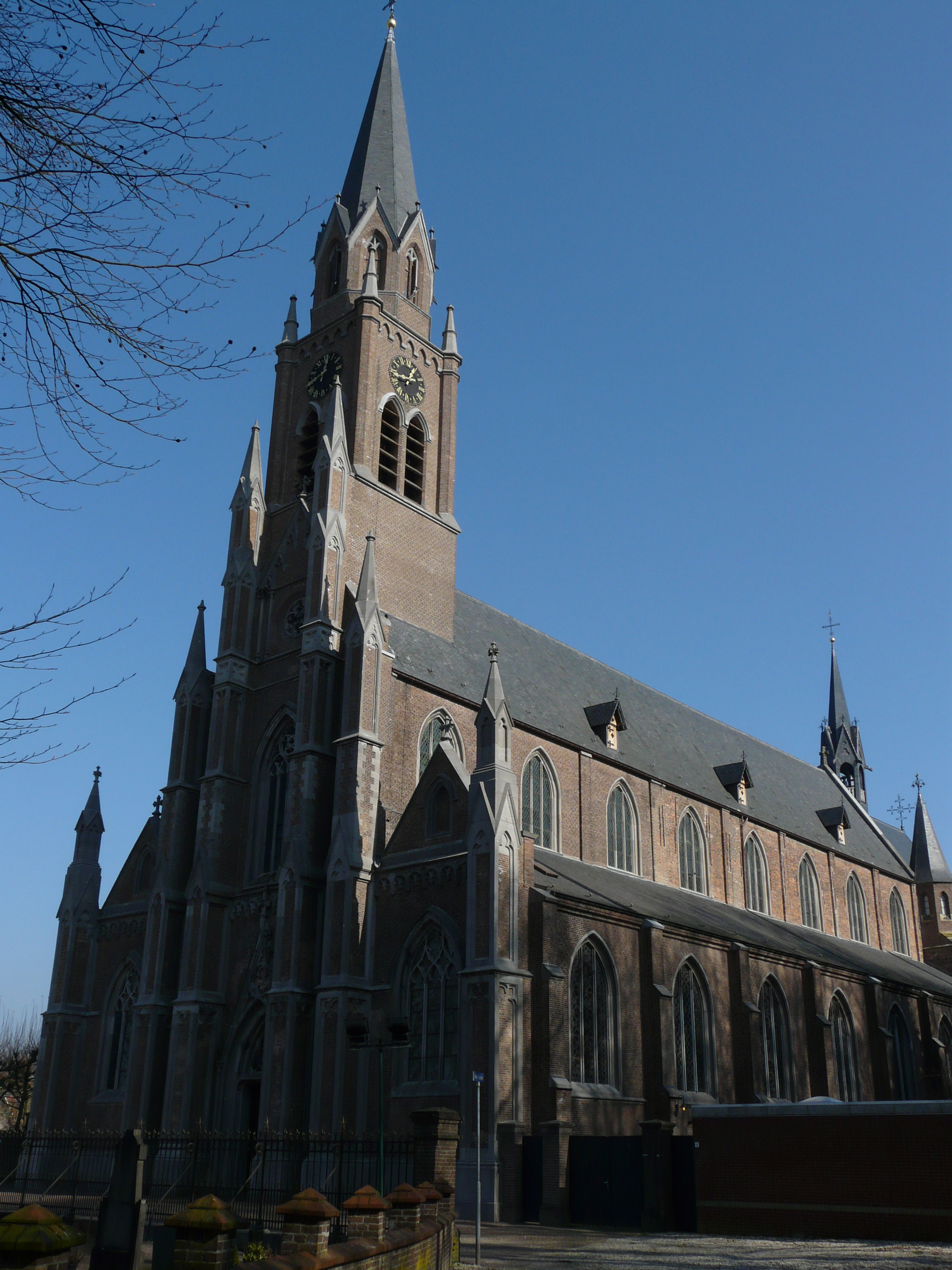
Kościół św. Jana
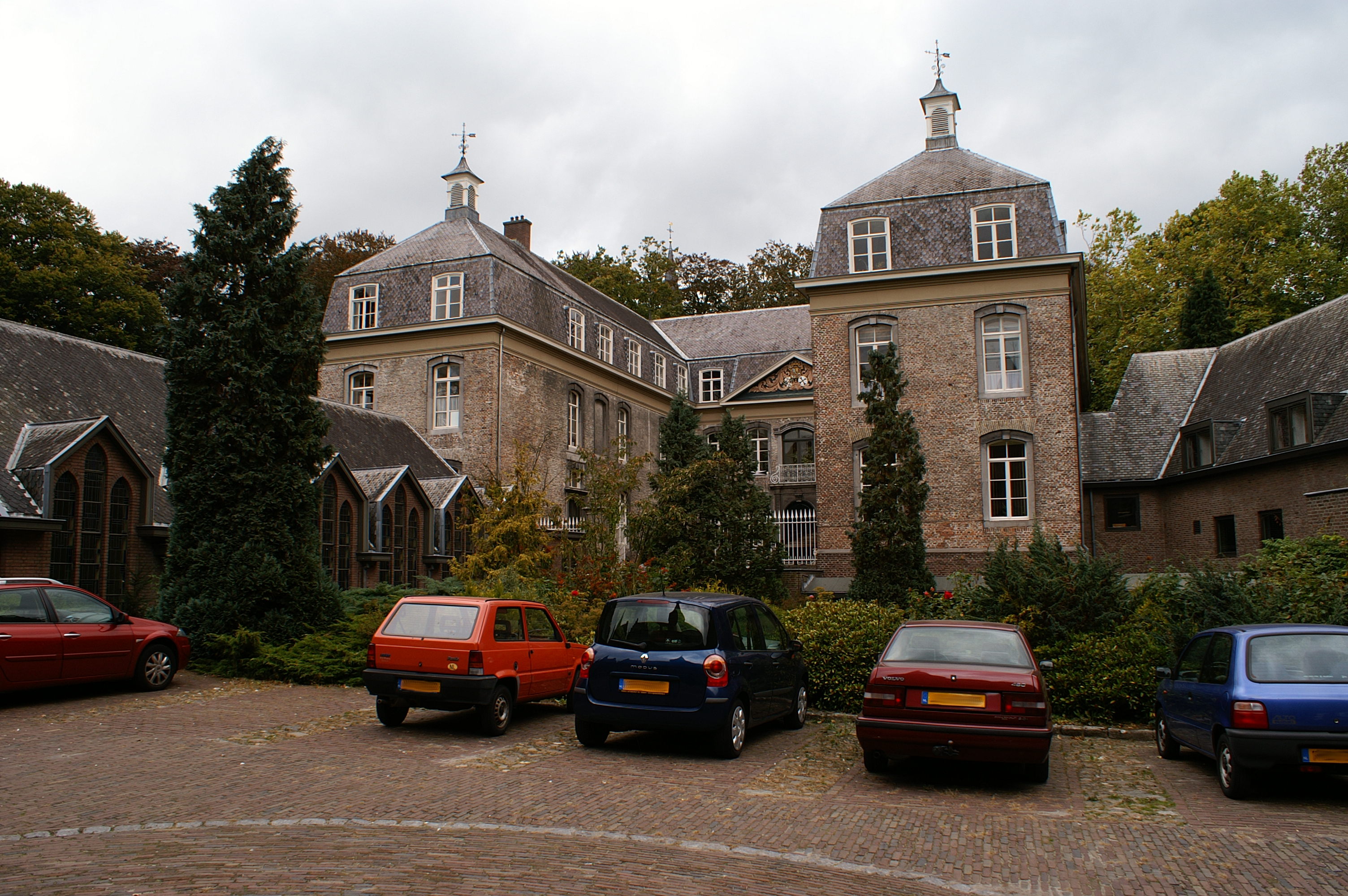
Zamek Gemert